# Karschia persica
Espèce
Karschia persica est une espèce de solifuges de la famille des Karschiidae.

## Distribution
Cette espèce est endémique d'Iran.

## Description
Le mâle holotype mesure 9 mm.

## Étymologie
Son nom d'espèce lui a été donné en référence au lieu de sa découverte, la Perse.

## Publication originale
- Kraepelin, 1899 : Zur Systematik der Solifugen. Mitteilungen aus dem Naturhistorischen Museum in Hamburg, vol. 16, p. 195–259 (texte intégral).